# Doug Sandom
Douglas Sandom (26 de fevereiro de 1930 – 27 de fevereiro de 2019) foi um músico britânico, baterista original da banda de rock The Who.
No início da carreira do grupo, enquanto eles ainda se apresentavam como The Detours, Sandom, um pedreiro, assumiu o papel de baterista. Mas enquanto os outros integrantes se encontravam no final da adolescência, Sandom estava com quase 30 anos. Sua experiência foi importante no começo, mas a diferença de idade fez com que ele eventualmente fosse deixado de lado. Quando o The Who fez um teste na Fontana Records no começo de 1964, Pete Townshend, seguindo a orientação de um produtor da gravadora, pediu para que Sandom deixasse a banda, o que ele fez em abril. Depois de muitos testes e bateristas temporários, seu lugar foi finalmente ocupado por Keith Moon.
Sandom faleceu em 27 de fevereiro de 2019, um dia após completar seus 89 anos.